# Neivamyrmex hopei
Neivamyrmex hopei é uma espécie de formiga do gênero Neivamyrmex.